# Tadeusz Błoński (powstaniec styczniowy)
Tadeusz Błoński (ur. 1811, stracony 3 lutego 1863 w Lublinie) – powstaniec styczniowy, dowódca pododdziału, drukarz.
Z zawodu był drukarzem, terminował i pracował w zakładzie typograficznym Józefa Cezariusza Nowaczyńskiego (sam Nowaczyński również wspierał powstanie styczniowe drukiem ulotek, za co utracił posadę w drukarni rządowej i poddany był represjom).
Podczas powstania styczniowego Błoński pełnił funkcję dziesiętnika, dowodził pododdziałem powstańczym. W nocy z 22 na 23 stycznia 1863 zaatakował koszary w Lubartowie jako członek oddziału dowodzonego przez Józefata Barszczewskiego. Akcja nie powiodła się, a grupę wkrótce schwytano. Za ten czyn został skazany na rozstrzelanie razem ze wspólnikami Józefatem Barszczewskim, Józefem Molickim, Janem  Kochańskim i Józefem Meksułą (vel  Meskułą). 3 lutego tego samego roku stracony na obrzeżach lubelskich koszar świętokrzyskich. W roku 1916 prochy rozstrzelanych ekshumowano i przeniesiono na cmentarz przy ulicy Lipowej (do wspólnej mogiły powstańców styczniowych).
Jest patronem ulicy na lubelskim Konstantynowie.